# Sataspes glossatrix
Sataspes glossatrix är en fjärilsart som beskrevs av Rothschild och Jordan 1903. Sataspes glossatrix ingår i släktet Sataspes och familjen svärmare. Inga underarter finns listade.